# 언제나 막차를 타고 오는 사람
"언제나 막차를 타고 오는 사람"은 1992년에 개봉한 대한민국의 영화이다.

## 캐스팅
- 정성모 : 영훈 역
- 김혜리 : 재희 역
- 김희진
- 박준규
- 태현실
- 여운계
- 이영후
- 홍여진
- 유명순
- 윤혜신
- 최연진
- 이설산
- 김기종
- 박광진
- 강만희
- 박일
- 박종설
- 한명환
- 이준호
- 윤동현
- 홍충길
- 정영국
- 노경태
- 유경애
- 홍승이
- 조학자
- 이철재
- 유석